# Christian Kemperle
Christian Kemperle (* 27. Dezember 1961 in Bad Bleiberg) ist ein österreichischer Beamter und Sektionschef im Bundesministerium für Kunst, Kultur, öffentlichen Dienst und Sport.

## Leben
Christian Kemperle absolvierte eine Lehre und war als Polizeibeamter tätig. Nach einem Studium, das er 1995 an der Universität Graz als Magister abschloss war er juristischer Referent im Bundeskanzleramt bzw. im Bundesministerium für Finanzen.
In der Folge hatte er leitende Funktionen im Personalwirtschaftsbereich des Finanzministeriums inne. 2008 wurde er Gruppenleiter für Personal und Ergänzung im Bundesministerium für Landesverteidigung und Sport, wo er 2010 zum Leiter der Zentralsektion (Sektion I) bestellt wurde. Kemperle ist Mitglied der Kommission der Österreichischen Akademie der Wissenschaften (ÖAW) für die wissenschaftliche Zusammenarbeit mit Dienststellen des Bundesministeriums für Landesverteidigung.
Im Juni 2019 wurde er in den Medien als möglicher Verteidigungsminister der Bundesregierung Bierlein genannt. Seit dem 5. Oktober 2020 ist er Chef der Sektion III „Öffentlicher Dienst und Verwaltungsinnovation“ im Bundesministerium für Kunst, Kultur, öffentlichen Dienst und Sport.